# Ре Умберто (броненосец)
«Ре Умберто» (итал. Re Umberto) — головной из трех быстроходных броненосцев типа «Ре Умберто», построенная для итальянского флота в 1884—1895 годах.
Корабль назван в честь Умберто I — второго короля Италии, из Савойской династии.

## Проект
Проект «Ре Умберто» был разработан инженером Бендетто Брином как развитие его взглядов на приоритет скорости и тяжелого вооружения над бронированием, ранее воплощенные в проекте «Италия». Броненосцы проекта оставались на вооружении до Первой Мировой, но практически никакого участия в ней не принимали.

## Служба

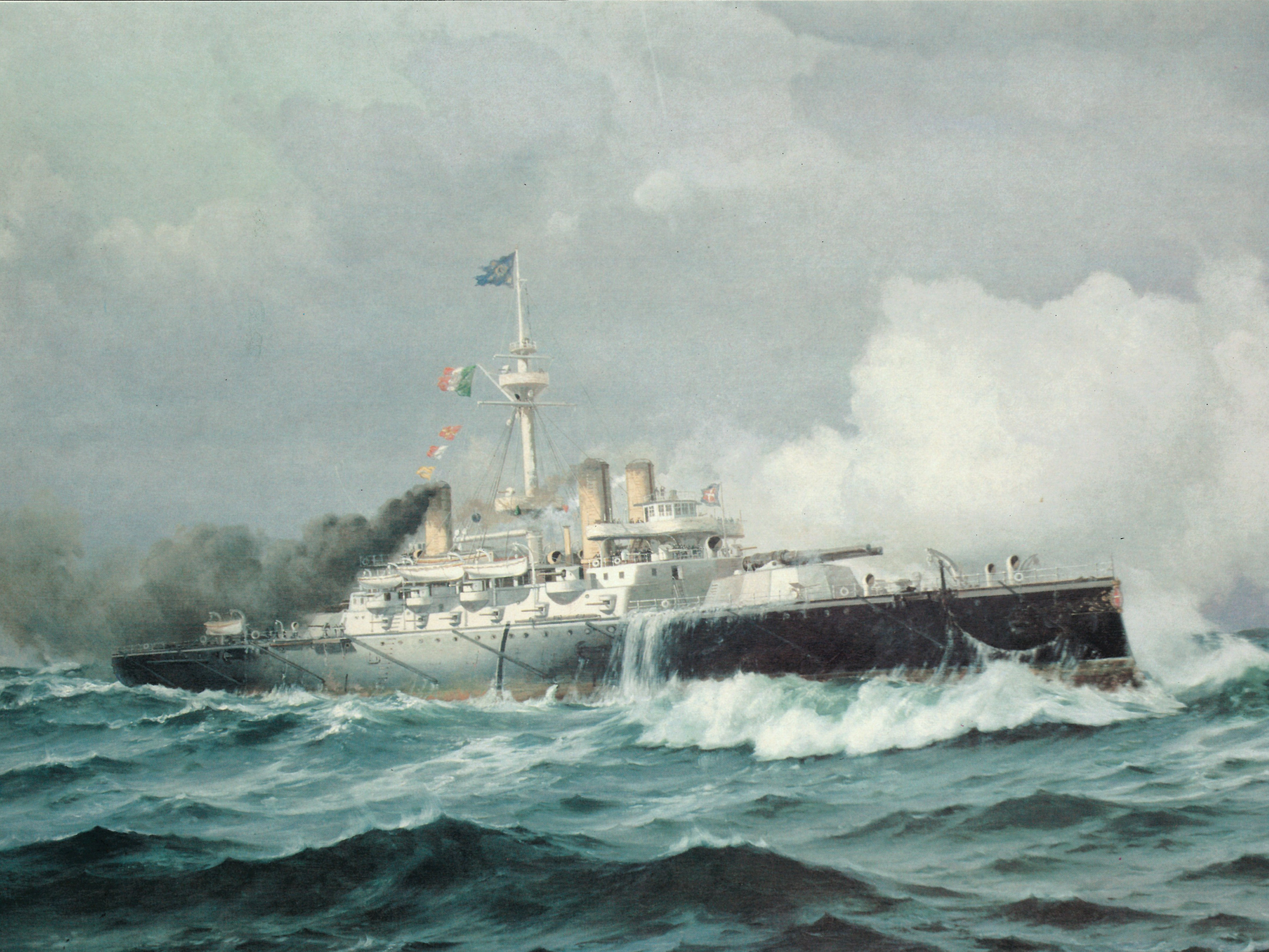
Ironclad battleship "Re Umberto" of the Italian Royal Navy (1888-1920). масло, холст

«Ре Умберто» во время своей карьеры участвовал в крупномасштабных маневрах итальянского флота и выполнял дипломатические миссии в Европе.
Броненосец вел ограниченные боевые действия во время Итало-турецкой войны в 1912 году, хотя к концу года он был отозван.
Перед Первой мировой войной, «Ре Умберто» был списан и использовался в качестве плавучей базы, а затем в качестве плавающей батареи.
В 1918 году корабль был перевооружен 3-дюймовыми (76-миллиметровыми) орудиями и траншейными минометами — броненосец готовили для предстоящего итальянского нападения на главную Австро-венгерскую морскую базу в Пола. Однако, война закончилась, прежде чем итальянцы смогли осуществить нападение.
«Ре Умберто» был окончательно списан и пущен на слом в 1920 году.